# Родні Маккей

Родні МакКей

Родні МакКей (англ. Dr. Rodney McKay) — вигаданий персонаж телесеріалу Зоряна брама: Атлантида. Вперше з'являється в епізоді «Пробудження». Він саркастичний астрофізик який є найрозумнішою людиною планети. Разом з експедицією вивчає позаземні цивілізації в галактиці Пегас. З'являється в кожному епізоді. Був найкращим другом доктора Карсона Бекета. Знову запустив пристрій древніх Атеро, який спричинив вибухи зоряних брам по всій галактиці і також знищення декількох кораблів Рейфів. Завжди міг прийняти зважене рішення, навіть коли був на волосок від смерті. Якщо йому загрожувала смерть міг вирішити навіть найскладніші технологічні проблеми.

## Відносини з іншими членами експедиції

### Відносини зДжоном Шеппардом
Відносини Шеппарда і Маккея можна описати як дружні, що з кожним наступним сезоном стають тіснішими. Джон і Родні являють собою якийсь дует, що змагається один з одним в інтелектуальному і романтичному планах. Якщо говорити про відносини з жінками, то Шеппард лідирує за кількістю романів, оскільки він подобається особинам жіночої статі і як чоловік, і як людина, але в підсумку, після закінчення п'ятого сезону серіалу, зазнає поразки (невдалий шлюб з Ненсі, нещасливий кінець численних романів, невдале особисте життя). Родні ж у підсумку пов'язує свої відносини з Дженніфер Келлер. В інтелектуальному плані лідирує Маккей, якщо говорити в загальному сенсі про його обсяг інформаційних знань, проте Джон Шеппард неодноразово доводив Родні свою кмітливість, догадливість, розумову спритність і винахідливість у складних ситуаціях, тим самим, у важкі для Атлантіса часи, рятуючи всю команду. Джон Шеппард є другою найближчою людиною для Родні (за його власним визнанням) після Карсона Беккета та родичів (оскільки сім'я Родні з'являється дуже рідко в серіалі, то в даному контексті її можна не враховувати).

### Відносини зКарсоном Бекетом
Спочатку у Родні й Карсона були досить антагоністичні відносини, але з плином часу вони стали близькими друзями — в одній серії Маккей навіть зізнається, що Беккет був його найкращим другом. Тоді вони вдвох планували піти на рибалку, але Маккей залишив Беккета через що Родні пізніше дуже шкодував, коли Карсон був убитий в той же день.